# Calophasia stempfferi
Calophasia stempfferi là một loài bướm đêm trong họ Noctuidae.